# Taihe (socken i Kina, Shandong)
Taihe (kinesiska: 太河乡, 太河) är en socken i Kina. Den ligger i provinsen Shandong, i den östra delen av landet, omkring 100 kilometer öster om provinshuvudstaden Jinan. Antalet invånare är 17 954. Befolkningen består av 9 114 kvinnor och 8 840 män. Barn under 15 år utgör 13,0 %, vuxna 15-64 år 71 %, och äldre över 65 år 14,0 %.
Genomsnittlig årsnederbörd är 769 millimeter. Den regnigaste månaden är juli, med i genomsnitt 284 mm nederbörd, och den torraste är januari, med 7 mm nederbörd.